# Ignacio Vilar
Xosé Ignacio Vilar Díaz, mais conhecido como Ignacio Vilar (Petín, 1951), é um argumentista e realizador galego.

## Biografia
Nascido em Petín, aos dezoito anos Ignacio Vilar mudou-se para Barcelona, onde estudou cinema, montagem, direção dos atores e rodagem de documentários e curtas-metragens. Em Barcelona e nos outros locais da Catalunha, iniciou um projeto de difusão cinematográfica. Em 1989, recebeu o Prémio Carlos Velo pelo argumento Ollo Birollo e no mesmo ano regressou a Galiza para fundar a companhia produtora Vía Láctea Filmes, onde realiza as curtas-metragens em 35 mm e as séries e documentários televisivos.

## Filmografia
| Ano  | Filme                                 | Notas                                    | Referências |
| ---- | ------------------------------------- | ---------------------------------------- | ----------- |
| 1995 | ¡Aproba!                              | Como produtor                            | [ 3 ] [ 4 ] |
| 1997 | Edipo e Techné                        | Como realizador, argumentista e produtor | [ 3 ] [ 4 ] |
| 1997 | Natureza                              | Como realizador e argumentista           | [ 3 ] [ 4 ] |
| 1997 | O cambio                              | Como realizador e argumentista           | [ 3 ] [ 4 ] |
| 1999 | Polisóns                              | Como realizador e produtor               | [ 3 ] [ 4 ] |
| 2000 | A aldea: o antigo e o novo            | Como realizador e argumentista           | [ 3 ] [ 4 ] |
| 2000 | Disonancias                           | Como realizador e argumentista           | [ 3 ] [ 4 ] |
| 2000 | Pintores da vangarda histórica galega | Como realizador, argumentista e produtor | [ 3 ] [ 4 ] |
| 2000 | Vangarda histórica galega: Colmeiro   | Como realizador e argumentista           | [ 3 ] [ 4 ] |
| 2003 | Ilegal                                | Como realizador e argumentista           | [ 3 ] [ 4 ] |
| 2003 | Un bosque de música                   | Como realizador e argumentista           | [ 3 ] [ 4 ] |
| 2005 | Sempre Xonxa en Petín                 | Como realizador                          | [ 3 ] [ 4 ] |
| 2008 | Pradolongo                            | Como realizador e argumentista           | [ 3 ] [ 4 ] |
| 2012 | Vilamor                               | Como realizador, argumentista e produtor | [ 3 ] [ 4 ] |
| 2014 | A esmorga                             | Como realizador, argumentista e produtor | [ 3 ] [ 4 ] |
| 2016 | Sicixia                               | Como realizador, argumentista e produtor | [ 3 ] [ 4 ] |

## Prémios e nomeações
| Ano  | Prémio                                                                   | Categoria                                                | Destinatários e nomeados            | Resultado | Referências |
| ---- | ------------------------------------------------------------------------ | -------------------------------------------------------- | ----------------------------------- | --------- | ----------- |
| 1989 | Conselharia da Cultura                                                   | Prémio Carlos Velo de melhor argumento de longa-metragem | Ollo Birollo                        | Venceu    | [ 5 ]       |
| 2001 | Prémio Lobo de Cinema                                                    | Melhor documentário                                      | Polisóns                            | Venceu    | [ 5 ]       |
| 2002 | Prémios Mestre Mateo da Academia Galega do Audiovisual                   | Melhor filme                                             | Ilegal                              | Indicado  | [ 6 ]       |
| 2002 | Prémios Mestre Mateo da Academia Galega do Audiovisual                   | Melhor argumento                                         | Ilegal                              | Indicado  | [ 6 ]       |
| 2002 | Prémios Mestre Mateo da Academia Galega do Audiovisual                   | Melhor direção de produção                               | Ilegal (junto com Luis Collazo)     | Indicado  | [ 6 ]       |
| 2008 | Prémios Mestre Mateo da Academia Galega do Audiovisual                   | Melhor filme                                             | Pradolongo                          | Indicado  | [ 7 ]       |
| 2008 | Prémios Mestre Mateo da Academia Galega do Audiovisual                   | Melhor realização                                        | Pradolongo                          | Indicado  | [ 7 ]       |
| 2008 | Festival Internacional de Cinema de San Sebastián                        | Prémio da Comissão Fílmica da Cidade de San Sebastián    | Pradolongo                          | Venceu    | [ 8 ]       |
| 2008 | Festival Internacional de Cinema de Ourense                              | Prémio Especial                                          | Pradolongo                          | Venceu    | [ 9 ]       |
| 2012 | Prémios Mestre Mateo da Academia Galega do Audiovisual                   | Melhor filme                                             | Vilamor                             | Indicado  | [ 10 ]      |
| 2012 | Festival Internacional de Cinema para a Paz, Inspiração e Igualdade      | Prémio de Excelência                                     | Vilamor                             | Venceu    | [ 11 ]      |
| 2014 | Prémios Mestre Mateo da Academia Galega do Audiovisual                   | Melhor filme                                             | A esmorga                           | Indicado  | [ 12 ]      |
| 2014 | Prémios Mestre Mateo da Academia Galega do Audiovisual                   | Melhor realização                                        | A esmorga                           | Indicado  | [ 12 ]      |
| 2014 | Prémios Mestre Mateo da Academia Galega do Audiovisual                   | Melhor argumento                                         | A esmorga (junto com Carlos Asorey) | Indicado  | [ 12 ]      |
| 2015 | Prémios Goya da Academia de Artes e Ciências Cinematográficas de Espanha | Melhor argumento adaptado                                | A esmorga (junto com Carlos Asorey) | Indicado  | [ 13 ]      |
| 2015 | Cinespanha: Festival do Cinema Espanhol de Tolosa                        | Melhor realização                                        | A esmorga                           | Venceu    | [ 14 ]      |
| 2015 | Prémios da Cultura Galega                                                | Prémio Cultura Galega de Criação Audiovisual             | Ignacio Vilar                       | Venceu    | [ 15 ]      |